# Bernhard Jussen

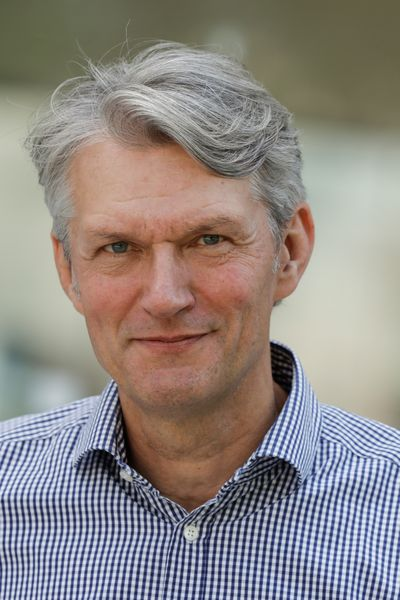
Bernhard Jussen, 2021

Bernhard Jussen (24 de maio de 1959 em Geilenkirchen) é um historiador alemão. Depois de uma cátedra na Universidade de Bielefeld (2001-2008), é professor de história medieval na Universidade Johann Wolfgang Goethe em Frankfurt desde 2008.

## Vida e trabalho
Bernhard Jussen estudou história, filosofia e teologia católica nas universidades de Munique e Münster. Em Münster assistiu a palestras de Arnold Angenendt, entre outros.  O exame estadual foi feito na Universidade de Münster em 1985; Em 1988 ele recebeu seu doutorado lá com um estudo sobre compadrio e adoção no início da Idade Média.  A obra apareceu em tradução para o inglês em 2000 ( Spiritual Kinship as Social Practice ). 
De 1988 a 2001, Jussen trabalhou como assistente de pesquisa no então Instituto Max Planck de História em Göttingen. A habilitação com tese sobre investigações sobre a semântica da cultura penitencial medieval surgiu em 1999 a partir do projeto "Grupos Sociais na Sociedade Medieval" liderado por Otto Gerhard Oexle no Instituto Max Planck.  Jussen foi professor de história medieval na TU Dresden; Em 1994 foi professor visitante na Universidade de Michigan, Ann Arbor.
Em 2001, Jussen tornou-se professor de história geral com foco especial no final da Idade Média, início da Idade Moderna e história regional na Universidade de Bielefeld. Em 2003/04 foi bolsista do Wissenschaftskolleg zu Berlin. Em 2007 recebeu o Prêmio Gottfried Wilhelm Leibniz da Fundação Alemã de Pesquisa. No semestre de verão de 2008, Jussen aceitou uma cátedra de história medieval na Universidade Johann Wolfgang Goethe em Frankfurt am Main. No mesmo ano foi professor visitante na École Normale Supérieure, Paris e em 2008/09 professor visitante na Universidade de Harvard.
Jussen é membro do Board of Trustees da Hanne Darboven Foundation (desde 2001), membro do European Research Council (desde 2010), membro do Scientific Advisory Board do German Historical Institute em Washington (desde 2010) e membro da Academia de Ciências e Humanidades Berlin-Brandenburg (desde 2016).  Jussen foi co-fundador do grupo de trabalho Brackwede para pesquisa medieval. Em 2012, ele foi premiado com o Hessian University Prize por excelência em ensino.
A sua investigação centra-se na semântica histórica, na investigação histórica política, na investigação do parentesco, no conhecimento visual coletivo e na imaginação histórica na era moderna, bem como na produção artística da história. Em 2002, ele publicou uma edição de fotos de coleção, distribuídas pela Liebig's Extract of Meat Company entre 1872 e 1940 em 1138 séries, cada uma com seis fotos, para fins publicitários, disponibilizando assim a coleção para pesquisa.  Em 1999, ele publicou uma antologia com Craig Koslofsky que examina as mudanças nas "formas específicas da cultura de pensar e expressar a sociedade do século 14 ao século 16".  Jussen foi o editor de uma antologia publicada em 2005 ( Die Macht des Königs. Herrschaft in Europa vom Frühmittelalter bis in die Neuzeit ) de 26 artigos sobre a realeza começando de 390 até Napoleão em 1804. O livro ganhou o prêmio “Livro Histórico 2006” oferecido pela H-Soz-Kult na categoria História Medieval. Os artigos não mais entendem a monarquia como a história de uma instituição, como no caso da história constitucional mais antiga, mas no sentido da nova história cultural, a monarquia é entendida muito mais como resultado de uma comunicação política.  Uma conferência organizada por Jussen com Gadi Algazi e Valentin Groebner em dezembro de 1998 em Paris tratou de todo o espectro da troca de presentes medieval. Os artigos foram publicados em 2003. Em 2014, Jussen publicou um breve relato da história e cultura da sociedade franca desde o período de migração até o último descendente de Carlos Magno no século X.

## Escritos
Monografias
- Das Geschenk des Orest. Eine Geschichte des nachrömischen Europa 526–1535. Beck, München 2023, ISBN 978-3-406-78200-8.
- Die Franken. Geschichte, Gesellschaft, Kultur (= Beck’sche Reihe. Bd. 2799). C. H. Beck, München 2014, ISBN 978-3-406-66181-5.
- Der Name der Witwe. Erkundungen zur Semantik der mittelalterlichen Bußkultur (= Veröffentlichungen des Max-Planck-Instituts für Geschichte. Bd. 158). Vandenhoeck & Ruprecht, Göttingen 2000, ISBN 3-525-35474-6 (Zugleich: Göttingen, Universität, Habilitations-Schrift, 1999).
- Patenschaft und Adoption im frühen Mittelalter. Künstliche Verwandtschaft als soziale Praxis (= Veröffentlichungen des Max-Planck-Instituts für Geschichte. Bd. 98). Vandenhoeck & Ruprecht, Göttingen 1991, ISBN 3-525-35635-8 (in englischer Sprache: Spiritual Kinship as Social Practice. Godparenthood and Adoption in the Early Middle Ages. Revised and expanded english edition. University of Delaware Press u. a., Newark DE u. a. 2000, ISBN 0-87413-632-6).

Editorações
- mit Karl Ubl: Die Sprache des Rechts. Historische Semantik und karolingische Kapitularien (= Historische Semantik. Bd. 33). Vandenhoeck & Ruprecht, Göttingen 2022, ISBN 978-3-525-31141-7.
- Ramie Targoff: Love after death. Concepts of posthumous love in medieval and early modern Europe (= WeltLiteraturen. Bd. 4). De Gruyter, Berlin 2015, ISBN 3-05-006272-X.
- mit Stefan Willer, Sigrid Weigel: Erbe. Übertragungskonzepte zwischen Natur und Kultur (= Suhrkamp-Taschenbuch Wissenschaft. Stw. Bd. 2052). Suhrkamp, Berlin 2013, ISBN 978-3-518-29652-3.
- Die Macht des Königs. Herrschaft in Europa vom Frühmittelalter bis in die Neuzeit. C. H. Beck, München 2005, ISBN 3-406-53230-6.
- Signal – Christian Boltanski (= Von der künstlerischen Produktion der Geschichte. Bd. 5). Wallstein-Verlag, Göttingen 2004, ISBN 3-89244-653-9.
- Ulrike Grossarth – Ferne Zwecke (= Von der künstlerischen Produktion der Geschichte. Bd. 4). Verlag der Buchhandlung Walther König, Köln 2003, ISBN 3-88375-749-7.
- mit Gadi Algazi, Valentin Groebner: Negotiating the Gift. Pre-Modern Figurations of Exchange (= Veröffentlichungen des Max-Planck-Instituts für Geschichte. Bd. 188). Vandenhoeck & Ruprecht, Göttingen 2003, ISBN 3-525-35186-0.
- Liebig’s Sammelbilder. Vollständige Ausgabe der Serien 1 bis 1138 auf CD-ROM (= Atlas des Historischen Bildwissens. Bd. 1). Directmedia Publishing, Berlin 2002, ISBN 978-3-936122-15-2.
- Ordering Medieval Society. Perspectives on Intellectual and Practical Modes of Shaping Social Relations. University of Pennsylvania Press, Philadelphia PA 2001, ISBN 0-8122-3561-4.
- Hanne Darboven – Schreibzeit (= Von der künstlerischen Produktion der Geschichte. Bd. 3 = Kunstwissenschaftliche Bibliothek. Bd. 15). Verlag der Buchhandlung Walther König, Köln 2000, ISBN 3-88375-398-X.
- mit Craig Koslofsky: Kulturelle Reformation. Sinnformationen im Umbruch 1400–1600 (= Veröffentlichungen des Max-Planck-Instituts für Geschichte. Bd. 145). Vandenhoeck und Ruprecht, Göttingen 1999, ISBN 3-525-35460-6.